# La carta robada
La carta robada (títol original en anglès: The Purloined Letter) és un conte de l'escriptor estatunidenc Edgar Allan Poe publicat per primera vegada el desembre de 1844 en The Gift. Més tard es va reproduir en nombrosos diaris i revistes.
És l'última de les tres històries protagonitzades pel detectiu Auguste Dupin, després d'Els crims de la Rue Morgue i d'El misteri de Marie Rogêt.

## Argument

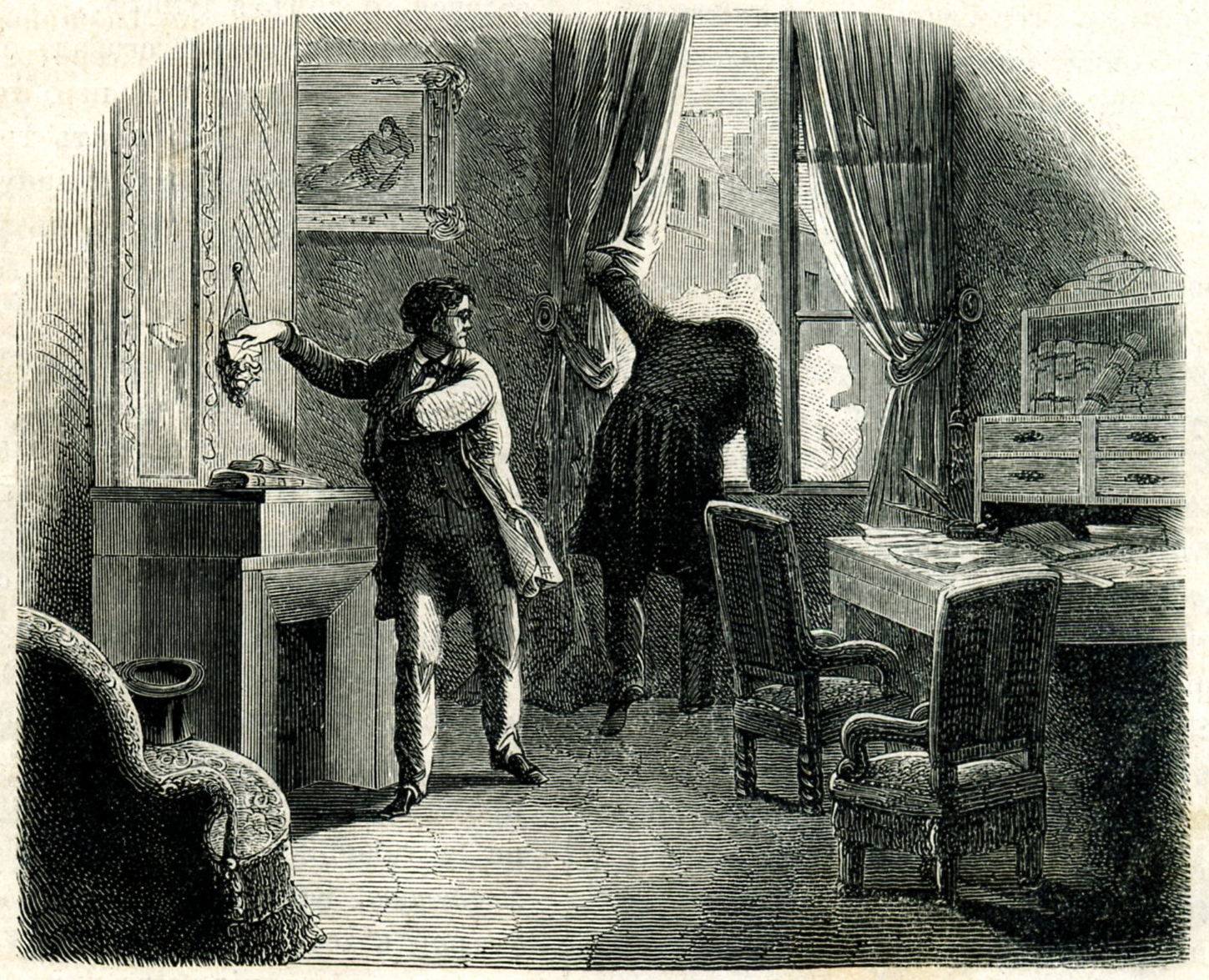
El detectiu Auguste Dupin, raptant la carta al lladre, durant una distracció planejada.

La carta robada és un conte de gènere policial que transcorre a París als anys 1800.
Un prefecte de la policia recorre al detectiu Dupin i al seu amic, el narrador, amb l'objectiu de resoldre el cas d'una carta robada en les cambres reials, la qual, el lladre usa per a obtenir poder sobre ell amb fins polítics.
El lladre fou vist per la víctima i un tercer robant la carta.
Dupin es nega a agafar el cas, donant consells al prefecte de com revisar la propietat del lladre, a efectes de trobar la carta en qüestió.
El prefecte procedeix a realitzar una sèrie de violacions de domicili en la mansió del ministre D***, inspeccionant amb microscopi cada racó, moble i objecte possible de la casa on la carta pugui haver estat amagada, però els seus intents, tal com la primera vegada, van ser en va. Sense saber què més fer o on buscar, el prefecte torna per l'ajuda de Dupin, oferint-li una gran recompensa per resoldre el cas. Dupin accepta, per entregar-li la carta que ell ja havia recuperat pels seus propis mitjans, utilitzant procediments més simples que els del prefecte.
Dupin es posà en lloc del lladre, l'analitzà, i va deduir que aquest seria incapaç d'amagar-la en llocs on possiblement la policia podria revisar, sinó en el lloc més simple i visible, on, per la naturalesa exposada del lloc, la carta no seria buscada ni sospitada.
Va trobar la carta en un targeter, molt tacada i arrugada, estava trencada, quasi en dos, pel mig, com si una primera intenció de fer-la bocins pel seu nul valor hagués estat canviada i detinguda.
Dupin robà la carta i la reemplaçà fàcilment per una altra que havia preparat acuradament a casa, imitant el monograma de D***, amb molta facilitat, per mitjà d'un segell de molla de pa.